# Highclere
Pour les articles homonymes, voir Highclere (homonymie).
Highclere est un village de 1 606 habitants dans le Hampshire en Angleterre.
Dans cette ville se trouve le château de Highclere, qui a servi une demi décennie à la série Downton Abbey puis aux films dérivés de la série.